# Pelageja Alexandrowna Danilowa
Pelageja Alexandrowna Danilowa (russisch Пелагея Александровна Данилова; * 4. Mai 1918 in Borowiki, RSFSR; † 31. Juli 2001 in Sankt Petersburg) war eine russische Kunstturnerin.

## Karriere
Danilowa wurde zwischen 1948 und 1950 dreimal sowjetische Meisterin am Boden. Bei den Olympischen Spielen 1952 in Helsinki gewann sie mit der sowjetischen Mannschaft Gold im Mannschaftsmehrkampf sowie Silber in der Gruppengymnastik. Im Einzelmehrkampf belegte sie den siebten Platz. Zwei Jahre später sicherte sie sich bei den Weltmeisterschaften 1954 in Rom erneut Gold mit der Mannschaft.
1952 wurde sie mit dem Titel Verdiente Meisterin des Sports der UdSSR ausgezeichnet. 1953 schloss sie ihr Studium am Institut für Körperkultur in Leningrad ab. In der Folge war sie als Trainerin tätig, unter anderem betreute sie zeitweise die bulgarische Nationalmannschaft.
Für ihre Verdienste erhielt Danilowa 1957 die Medaille „Für heldenmütige Arbeit“ und 1997 das Ehrenzeichen Für Verdienste um die Entwicklung der Olympischen Bewegung in Russland.